# Bitinkodji
Bitinkodji este o comună rurală din departamentul Kollo, regiunea Tillabéri, Niger, cu o populație de 14.506 locuitori (2001).